# Pyronema
Pyronema är ett släkte av svampar. Pyronema ingår i familjen Pyronemataceae, ordningen skålsvampar, klassen Pezizomycetes, divisionen sporsäcksvampar och riket svampar.